# Pony games
Els pony mounted games són uns jocs originaris de Anglaterra. El seu origen són els entrenaments que feia l'exèrcit a cavall.
Dins aquest petit mon dels Pony Games hi ha 4 categories internacionals:
- Categoria -12: Els genets han de ser menors de 12 anys.
- Categoria -14: Els genets han de ser menors de 14 anys.
- Categoria -17: Els genets han de ser menors de 17 anys.
- Categoria OPEN: Els genets no tenen límit d'edat.